# Hechteniskamp Lokeren
Het hechteniskamp Lokeren, officieel het Interneringscentrum Lokeren (IC) genaamd, was een Belgisch interneringscentrum te Lokeren. Het werd ingericht tijdens de repressie, na de bevrijding van de Duitse bezetting gedurende de Tweede Wereldoorlog. Het was een van de grootste van de 170 gemeentelijke interneringscentra. In totaal werden er in Lokeren in de periode september 1944 tot november 1947 tussen de 15.000 en 22.000 gedetineerden opgesloten, hetzij als veroordeelden wegens collaboratie, hetzij als administratief aangehoudenen in afwachting van hun proces.
Het kamp zelf is compleet ontmanteld en afgebroken, er is niets van de oorspronkelijke gebouwen bewaard gebleven. De gronden werden door de stad Lokeren gebruikt als nieuwe gronden van de stedelijke begraafplaats.

## Historiek

### Tijdens de bezetting in de Tweede Wereldoorlog
Het kamp van Lokeren werd oorspronkelijk begin 1941 op bevel van de Duitse Kommandantur in Aalst door stadsarbeiders o.l.v. VNV-schepen en latere oorlogsburgemeester Stan De Bruyn opgetrokken als Kriegsgefangenlager, meer bepaald als Durchgangslager. De bedoeling was om er tijdelijk Engelse krijgsgevangenen samen te brengen in afwachting van hun transport (deportatie) naar Duitsland. Na de door de Duitsers verloren Slag om Engeland werd het in 1942 herbestemd als strafinrichting voor administratief veroordeelden van kleine misdrijven zoals smokkelaars, kruimeldieven en sluikslachters maar ook enkele verzetsleden. Het kamp, gelegen aan de Oude Brugwijk achter het (oude) kerkhof aan de rand van de stad, zou voortaan Hechteniskamp Lokeren heten. Het kamp bestond uit 15 houten barakken (waaronder één kapelbarak) en één stenen gebouw waarin de keuken, het secretariaat, de ziekenboeg en de isolatiecellen waren ondergebracht.

### Tijdens de repressie na de Tweede Wereldoorlog

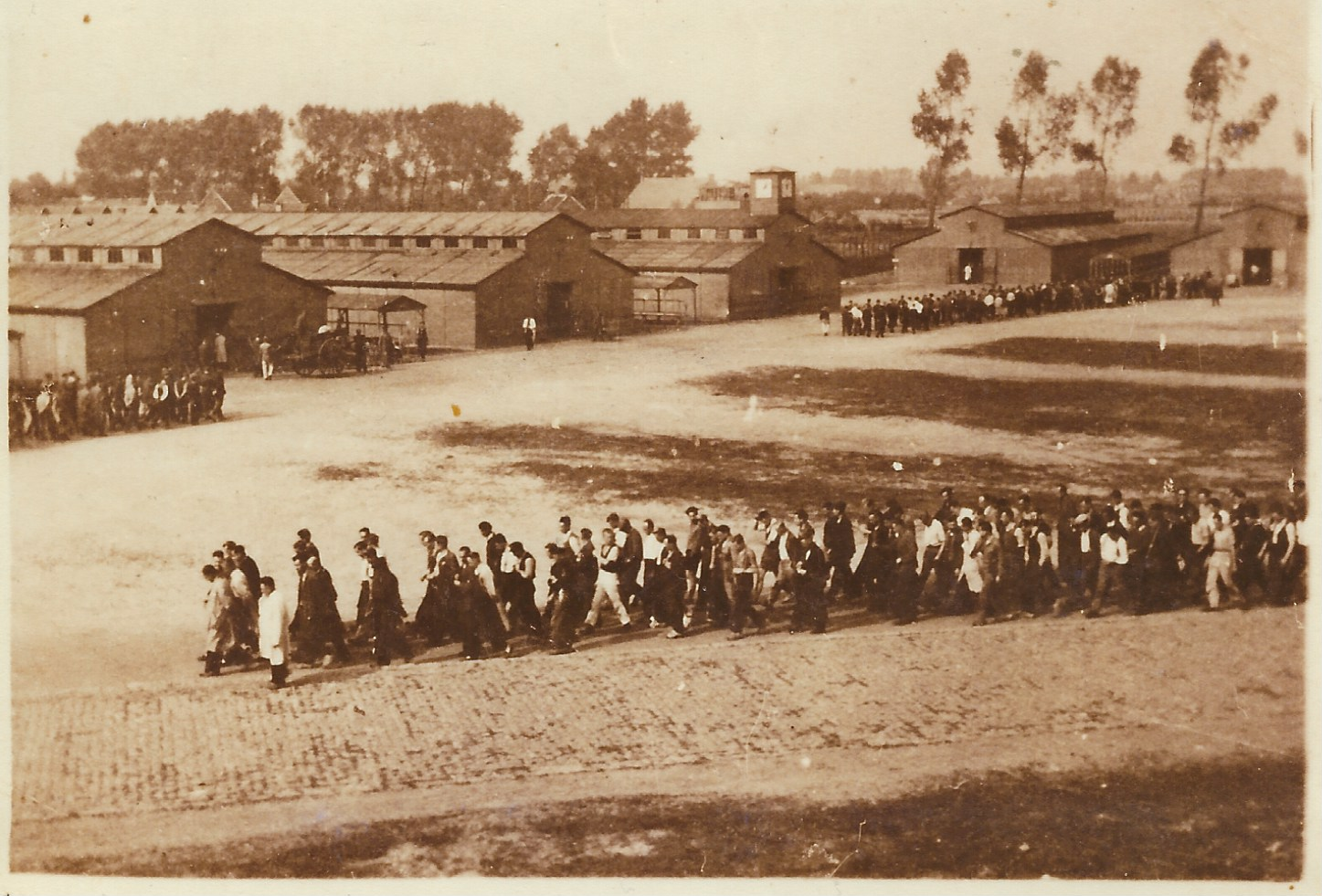
Hechteniskamp Lokeren, dagwandeling, 1944, (foto Pater 'Longinus' De Munter)

Onmiddellijk na de bevrijding van Lokeren op 9 september ‘44 gebruikte de Lokerse dienstdoend KVV-burgemeester Louis Van De Walle de barakken om er, ditmaal onder de naam Interneringscentrum Lokeren, echte en vermeende collaborateurs in op te sluiten. Met een gemiddelde bezettingsgraad van 4.000 personen verbleven er in het Interneringscentrum Lokeren tussen september 1944 en november 1947 in totaal tussen de 15.000 en 22.000 Vlaamse (alsook enkele Nederlandse) uitsluitend mannelijke gedetineerden. Onder hen heel wat vooraanstaande Vlamingen die eerder omwille van hun politieke, Vlaamsgezinde overtuiging dan wegens echte collaboratie werden vastgezet. Volgens historicus en Groen-politicus Björn Rzoska, auteur van het boek ‘’Zij komen allen aan de beurt, de zwarten. Het kamp van Lokeren 1944-1947’’, waren de meeste kampbewoners onschuldig. Zestig procent van hen werd nooit veroordeeld. De beschuldigingen die hen ten laste werden gelegd konden niet worden bewezen of werden te licht bevonden om te bestraffen. Hoewel de aanhoudingen dienden te gebeuren door politie en rijkswacht op basis van een interneringsbevel van de burgemeester werden, zeker de eerste maanden na de bevrijding, heel wat aanhoudingen uitgevoerd door of onder druk van op weerwraak beluste leden van verzetsgroeperingen zoals het Onafhankelijkheidsfront (O.F.). De vele willekeurige, wederrechtelijke aanhoudingen waren onder meer het gevolg van de beruchte Omzendbrief 340 die veel ruimte liet voor interpretatie van “betrekkingen met den vijand”.

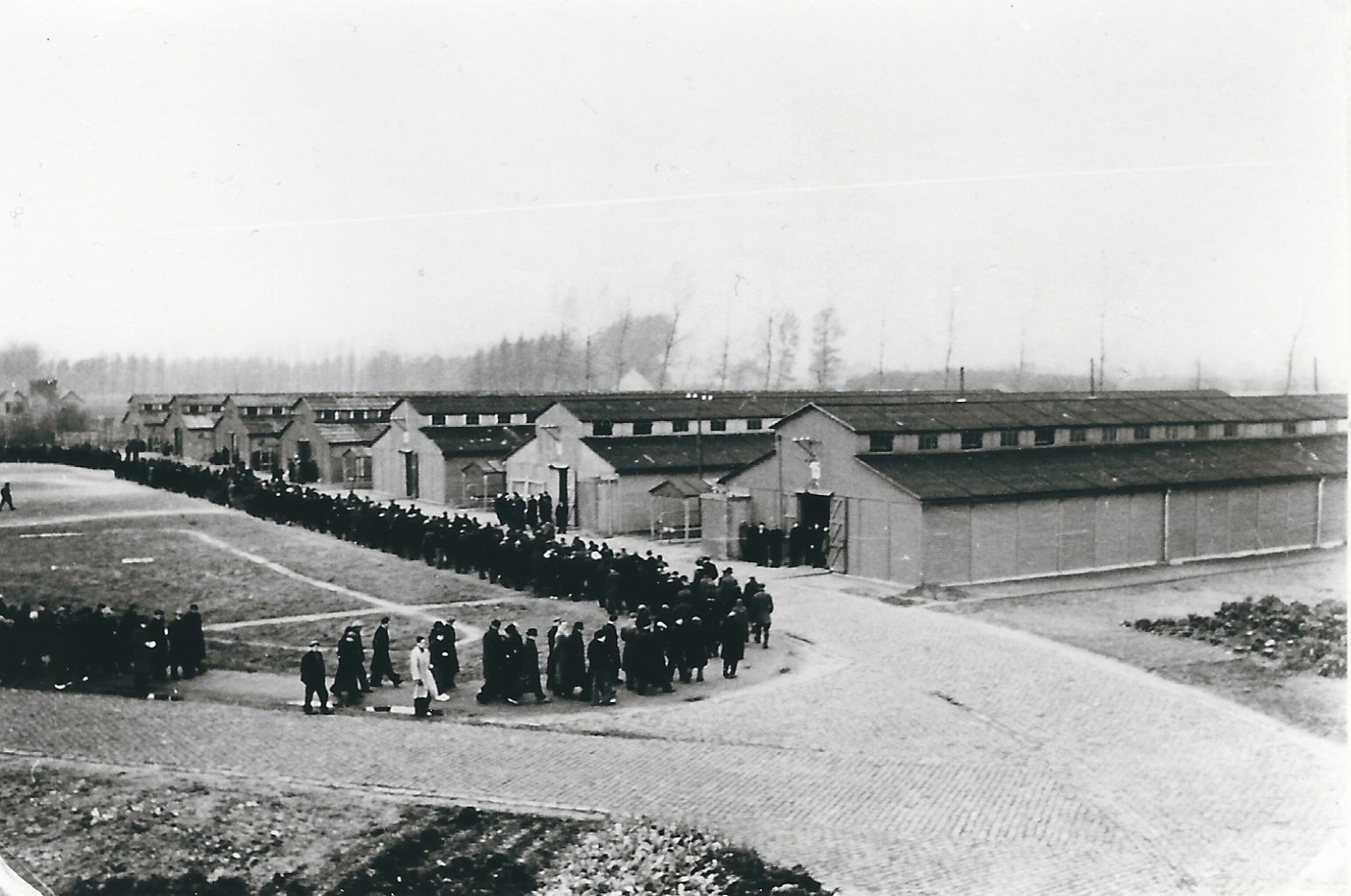
Hechteniskamp Lokeren, 1944 (foto Pater 'Longinus' De Munter)

Van de ‘’incivieken’’ die wél werden veroordeeld vormden de zgn. “wapendragers”, met name de militaire, paramilitaire en politionele collaborateurs, de grootste groep (78,8%). Lokeren scoort daarmee merkelijk hoger dan het gemiddelde aandeel wapendragers in de andere Belgische interneringscentra dat volgens politicoloog Luc Huyse zo’n 63% bedroeg. De meeste ‘Lokerse’ veroordelingen (86%) werden uitgesproken door de krijgsraad van Gent tijdens de zgn. tweede fase van de repressie (januari ’46-juni ’47) toen de grootste volkswoede al bekoeld was. De grote meerderheid (94%) van de veroordeelden liep een correctionele gevangenisstraf op van enkele maanden tot drie jaar al dan niet aangevuld met een geldboete. Omwille van de barre levensomstandigheden in de barakken en het taboe dat na de oorlog heerste m.b.t. alles wat met de collaboratie, de repressie en de epuratie te maken had werden de Belgische interneringscentra in Vlaams-nationale middens ook weleens eufemistisch “internaten” of “pensionaten” genoemd. Door een gebrek aan hygiënische en medische voorzieningen, het schaarse en dikwijls bedorven voedsel en de voortdurende overbevolking in de schamele barakken braken er in het Lokerse kamp regelmatig epidemieën van buikloop en zelfs dysenterie uit. Om de materiële en morele noden van de gedetineerden enigszins te verlichten stelde de Gentse bisschop Honoré Jozef Coppieters eind 1944 de minderbroeder Pater ‘Longinus’ De Munter (1899-1991) aan als tweede kampaalmoezenier. De bij de gedetineerden erg gewaardeerde pater kon echter niet beletten dat naar aanleiding van een plots tekort van de (al schaarse) rantsoenen de misnoegdheid over het sinds mei ingevoerde (tijdelijk) verbod op het afgeven van voedselpakketjes (“pakjes”) door familieleden tijdens de hete zomerdagen van 1945 zou escaleren tot de hongeropstand van 19 augustus die op erg hardhandige wijze door de rijkswacht werd neergeslagen.
Doordat er in het hechteniskamp geen celregime maar een gemeenschapsregime van kracht was en de gedetineerden van kampdirecteur Robert De Leeuw de gelegenheid kregen om, zij het met erg primitieve middelen, creatief bezig te zijn, heerste er in Lokeren, zeker in vergelijking met andere IC’s (zoals de gevangenis van Dendermonde) een relatief gemoedelijke sfeer. Om de tijd te doden en apathie tegen te gaan nam een klein comité van flamingante intellectuelen zoals Reimond Speleers, Jozef Goossenaerts, en Remi Piryns het voortouw om educatieve en culturele activiteiten te organiseren zoals zangstonden (met koor o.l.v. Gaston Feremans), toneel- en cabaretvoorstellingen, taallessen en voordrachten. Door dit bescheiden, geïmproviseerd maar gestructureerd en gevarieerd cultureel leven ontstond er in het kamp een nieuwsoortig Vlaamsbewust maar verbitterd samenhorigheidsgevoel, een collectief repressietrauma dat vanaf de jaren ’50 de voedingsbodem zou vormen voor een heroplevend anti-Belgisch Vlaams-nationalisme. Uit dankbaarheid voor een hulpvaardige medegedetineerde arts schreef Remi Piryns in januari 1945 het strijdlustige maar gelouterde Gebed voor het Vaderland, een gedicht dat werd getoonzet door Gaston Feremans en nog steeds erg populair is op Vlaams-nationalistische manifestaties.

### Na de repressie
In de zomer van 1948 werden de houten barakken ontmanteld waarna het afbraakmateriaal openbaar werd verkocht als brand- en timmerhout. Het bijna drie hectare grote terrein werd eigendom van de stad Lokeren die er sociale noodwoningen en een school bouwde en de overgebleven stenen constructie verhuurde aan een kippenkwekerij. Ondanks protestacties van het TAK en de werkgroep ‘Hekalo’ die een aanvraag tot klassering hadden ingediend, besliste het Lokerse stadsbestuur op 27 juli 1987 om, met het oog op de uitbreiding van de stedelijke begraafplaats, de laatste restanten van het kamp te slopen. Voor de afbraak waren de vervallen stallen omwille van hun historische en symbolische betekenis voor de Vlaamse Beweging het trefpunt voor diverse amnestie-manifestaties.

## Herdenking
Sinds 1980 wordt in Lokeren nog elk jaar in september door de werkgroep Hekalo een herdenkingsmis ter ere van de “oud-Lokeraars”, pakjesdragers en lotgenoten georganiseerd.
Van december 2017 tot oktober 2018 organiseert het Stadsmuseum van Lokeren de tentoonstelling Het kamp van Lokeren - Opgesloten tussen zwart, wit en grijs. Voor deze expo werkte het Lokerse stadsmuseum samen met verschillende historische-wetenschappelijke instellingen en onderzoekers zoals UGent, het Rijksarchief Gent, het ADVN, CegeSoma en het Geheugencollectief.
Op 9 maart 2018 onthulde de Lokerse burgemeester Filip Anthuenis aan de voormalige ingang van het kamp in de Kerkhofstraat een informatieplaat.

## Gedetineerden
In het Lokerse kamp verbleven heel wat kunstenaars, intellectuelen, politieke en taalactivisten uit de brede Vlaamse, Groot-Nederlandse (Dietse) of Heel-Nederlandse beweging of personen die er van verdacht werden dergelijke sympathieën te koesteren. Bekende namen zijn onder meer de schrijvers Filip De Pillecyn, Valère Depauw, Bert Peleman, Pieter van der Meer de Walcheren en Omar Waegeman, de schilders Dirk Baksteen, Joris De Boever, Paul De Clercq, Edward Pas, Urbain Gerlo en Tony Van Os, de grafici Romain Malfliet en Flor De Raet, de oorlogsburgemeesters Abdon Heyse (Stekene), Juul De Frangh (Temse), Jozef De Pillecyn (Eksaarde), Emiel Van Haver (Sint-Niklaas), Robert De Leenheer (Zele) en prof. dr. Vincent Evrard (Gentbrugge), Prof. dr. Reimond Speleers, arts-chirurg Gerard De Paep, acteur–regisseur Antoon Vander Plaetse, VTB-VAB-voorzitter Jozef Van Overstraeten, de componisten Wies Pée en Gaston Feremans, jurist-publicist Remi Piryns, germanist Jozef Goossenaerts, Ijzerfronter Amedee Verbruggen, enz.